# A-Team (film)
A-Team (The A-Team) è un film del 2010 diretto da Joe Carnahan, basato sull'omonima serie televisiva creata negli anni ottanta da Stephen J. Cannell.
Il film ruota attorno alle vicende di un commando chiamato A-Team, composto da ex combattenti in Medio Oriente (nella serie televisiva in Vietnam), un tempo appartenenti alle forze speciali dell'esercito statunitense, che a causa di un errore giudiziario vivono braccati e perennemente in fuga dalle autorità. Essenzialmente la pellicola funge da prequel della serie televisiva.
Il film è prodotto dalla 20th Century Fox, che ha fissato l'uscita nelle sale cinematografiche mondiali in data 11 giugno 2010. In Italia è stato distribuito con una settimana di ritardo, ovvero il 18 giugno.

## Trama
Messico. Il colonnello dell'esercito statunitense John "Hannibal" Smith viene catturato da soldati messicani corrotti al soldo del generale avversario Javier Tuco, ma si libera e a sua volta cerca di portare in salvo il commilitone Templeton "Sberla" Peck. Sulla sua strada incontra il corpulento ex-soldato afroamericano Bosco "P.E." Baracus, col quale salva così l'amico. In un ospedale, i tre ingaggiano lo svitato elicotterista James H.M. Murdock, grazie alla cui guida spericolata e un combattimento aereo riescono a neutralizzare Tuco. Da allora i quattro collaborano nel compimento di missioni speciali dell'esercito, con il nome in codice di Alpha-Team.
Iraq, otto anni dopo. L'agente della CIA Lynch ingaggia Hannibal e il suo gruppo per recuperare alcune matrici per stampare dollari falsificati. La missione viene sconsigliata dal capitano della DCIS Carissa Sosa, ex-amante di Sberla, ma il gruppo procede comunque al recupero. Al termine della missione, il tir recuperato dall'A-Team contenente le matrici improvvisamente esplode, così come il mezzo su cui viaggia il Generale Morrison, uccidendolo. Dietro tutto questo vi è probabilmente il gruppo Black Forest, "rivali" dell'A-Team (ispirati all'associazione reale Black Water), guidato da Brock Pike. Con Morrison deceduto, Hannibal e suoi compagni non hanno più la prova per dimostrare che la loro missione fosse autorizzata, venendo così arrestati come responsabili, congedati con disonore e condannati a dieci anni di detenzione.
Sei mesi dopo Lynch incontra Hannibal in carcere, e in cambio di attuare un piano per recuperare le matrici, offre di ripulire la fedina penale a lui e ai suoi colleghi. Hannibal allora evade, facendo scappare di prigione anche Sberla, P.E. e Murdock dalle rispettive prigioni. Sosa intanto viene incaricata di catturarli. Nell'evasione di Murdock l'A-team tenta una fuga rocambolesca prendendo un C-130 da trasporto con cui poi arrivano in Germania dopo essere stati abbattuti da due MQ-9 Reaper UAV e un volo senza controllo su un carro armato M1 Abrams e con cui, con la mitragliatrice Browning calibro 50 del carro armato, Sberla abbatte uno dei droni ed è famosa la frase di Murdock:"Fammi fare un giro Sberla, ti prego!"; alla fine l'A-Team riesce a cadere nel lago di Mannheim in Germania, riducendo la velocità e spostando il carro M1 in aria grazie al rinculo delle cannonate, e poi continua con l'operazione di catturare lo sconosciuto arabo.
L'A-Team rapisce l'arabo, colui che interagiva con Pike per le matrici, e scopre che l'uomo è in realtà Morrison: il Generale era d'accordo con Lynch e Pike per recuperare le matrici, ma all'ultimo aveva deciso di tradire l'agente CIA, e di inscenare la sua morte; Lynch, sospettando qualcosa, aveva messo in mezzo Hannibal per non lasciare l'operazione nelle mani di Pike. Come risultato Lynch decide di far uccidere sia Morrison che l'intero A-Team, ma il gruppo sopravvive e contatta Sosa per consegnare Morrison (in realtà defunto) a Los Angeles in 3 giorni, sapendo che Lynch intercetta il telefono di Sosa; e infatti Lynch assolda Pike (che stava per giustiziare) per terminare il lavoro. Ma Sberla ha passato un telefono pulito a Sosa con cui spiegare il vero piano.
3 giorni dopo, al porto di Los Angeles l'A-Team mette in scena uno dei suoi piani rocamboleschi per fregare Lynch, che viene arrestato da Sosa, e Pike, che viene ucciso da P.E. per proteggere Sberla. Tuttavia, la CIA prende Lynch in consegna (tramite un agente chiamato anche lui Lynch) e il capo di Sosa fa arrestare la squadra per essere evasi dal carcere. Nell'ultimo bacio a Sberla però, Sosa gli passa la chiave per liberarsi attraverso la bocca, permettendogli così di evadere. A quel punto il gruppo si ritrova nella stessa condizione vista nel telefilm: sono ricercati dalle autorità militari come evasi e allo stesso tempo lavorano come mercenari al servizio dei più bisognosi.

## Produzione
L'idea di adattare la serie televisiva per il grande schermo è nata negli anni novanta, quando il creatore della serie Stephen J. Cannell sperava di impostare la storia utilizzando la prima Guerra del Golfo. Il progetto del film passò attraverso diversi sceneggiatori e il vaglio svariate storie, ma solo nel 2008 il progetto iniziò a concretizzarsi.
Inizialmente la regia era stata affidata al regista John Singleton, ma nell'ottobre del 2008 il regista abbandonò il progetto. Quando Singleton era ancora coinvolto nel progetto, Ice Cube venne contattato per interpretare B.A. (Bad Attitude) Baracus, che nella serie originale era interpretato da Mr. T. Successivamente si fecero i nomi dei rapper Common e The Game.
Nei primi mesi del 2009 il film ha avuto il via libera, potendo così avviare la pre-produzione e la ricerca del cast. Nel giugno dello stesso anno Liam Neeson e Bradley Cooper erano in trattative per i ruoli del Colonnello John "Hannibal" Smith e del Tenente Templeton "Sberla" Peck. A fine agosto 2009 si sparse la voce che il lottatore di arti marziali Quinton Jackson avrebbe potuto interpretare il ruolo del Sergente Bosco "P.E./Pessimo Elemento" Baracus, ma la notizia fu prontamente smentita dai rappresentanti di Jackson. Solo pochi giorni dopo vi fu l'annuncio ufficiale che Jackson aveva accettato la parte. Per un certo periodo si fece il nome di Bruce Willis per il ruolo di Hannibal Smith, mentre Woody Harrelson venne preso in considerazione per il ruolo di Murdock.
Il 15 settembre 2009 Sharlto Copley e Jessica Biel erano alle trattative finali per unirsi a Neeson, Cooper e Jackson. Successivamente la 20th Century Fox annunciò che Copley avrebbe ricoperto il ruolo del Capitano H.M. Murdock, mentre la Biel avrebbe avuto il ruolo dell'ex amante di Sberla nonché ufficiale dell'esercito incaricata di braccare l'A-Team. Prima di assegnare la parte alla Biel, furono sottoposte a provini anche Amber Heard e Olga Kurylenko.
A metà settembre iniziano ufficialmente le riprese, a Vancouver, Canada, e viene comunicato che l'attore Patrick Wilson si è unito al cast nel ruolo di ufficiale della CIA. A fine ottobre 2009 viene diffusa la prima foto ufficiale del cast.
La colonna sonora del film è affidata ad Alan Silvestri.

### Cameo
Del cast originale delle serie solo due attori compaiono sotto forma di cameo, ovvero Dwight Schultz, l'ex Capitano Murdock, e Dirk Benedict, l'originale Tenente Sberla. George Peppard, che interpretava il Colonnello "Hannibal" Smith nella serie TV, è deceduto nel 1994, mentre Mr. T è stato contattato per partecipare, ma ha rifiutato. Nelle interviste seguite alla première americana sia Mr. T (P.E. Baracus) che Dirk Benedict (Sberla) si dicono molto delusi dal film.
Piccolo cameo finale anche per l'attore Jon Hamm che interpreta il vero agente Lynch.

## Promozione
Il primo trailer promozionale è stato allegato all'uscita nei cinema statunitensi di Daybreakers - L'ultimo vampiro nel gennaio 2010.

## Distribuzione
Il film è prodotto dalla 20th Century Fox, che ha fissato l'uscita per l'11 giugno 2010, in diversi Paesi come Stati Uniti, Nuova Zelanda. In Italia è stato distribuito il 18 giugno 2010. La première londinese si è avuta invece il 27 luglio 2010 in Leicester Square, zona della capitale britannica ricca di cinema e teatri.

## Citazioni
- Nella scena ambientata nel campobase americano in Iraq in cui il team si sta preparando per l'incursione, Murdock esegue la parodia del famoso discorso fatto da William Wallace (interpretato da Mel Gibson) nel film Braveheart - Cuore impavido poco prima della battaglia di Stirling.
- Durante la scena in cui un AC-130 bombarda il nascondiglio dove si è rifugiato l'A-team dopo il recupero delle matrici, si può sentire l'agente Lynch fare un riferimento alla famosa serie di videogiochi Call of Duty.
- Un secondo riferimento a Call of Duty avviene nel penitenziario di Pensacola. Nella stanza di Sberla, su uno degli schermi in secondo piano, si può osservare un trailer di Call of Duty 3.
- Quando Murdock viene assunto dal gruppo per la prima volta per effettuare una fuga in elicottero dall'ospedale, dopo aver "salutato" il velivolo con cui si appresta a partire, vi si appende con le braccia all'elica e intona You Spin Me Round (like a Record), canzone resa famosa dal gruppo Dead or Alive.
- Quando Sberla rivede Sosa dopo tre anni e scopre che è stata elevata al grado di capitano, la appella con il termine "Capitano mio capitano", celebre verso di Walt Whitman reso famoso dal film L'attimo fuggente.
- Nella scena in cui Lynch visita Hannibal nel penitenziario in cui è rinchiuso, si riferisce al suo A-team chiamandoli "Backstreet Boys", prendendo spunto dal famoso gruppo musicale statunitense.
- In una scena del film la squadra combatte in aria contro due aerei radiocomandati con un carro armato, questo è un riferimento fatto al finale di Metal Slug 3.
- Durante il salvataggio di Murdock, nell'ospedale psichiatrico ove è rinchiuso viene proiettato un film per creare un diversivo; nei titoli di testa di tale pellicola è inserito fra i protagonisti Reginald Barclay il personaggio interpretato da Dwight Schultz (il Murdock della serie originale) nelle serie TV Star Trek: The Next Generation e Star Trek: Voyager. Ma nell'edizione italiana c'è una scena di inseguimento tratta dal telefilm che mostra il celebre furgone GMC Vandura di P.E. Baracus con la sigla della serie; mentre il furgone sembra arrivare allo schermo, l'HUMVEE guidato da P.E. sfonda il muro sorprendendo tutti i presenti che avevano gli occhialini per la visione in 3D.